# 許志湖家族
許志湖家族為臺灣鹿港的泉州裔商業家族。許氏家族於清治乾隆年間渡海來臺，至許志湖一代定居於鹿港牛墟頭。1870年代，許志湖經營謙和號和春盛號兩家郊商商號，於當地從事米糧和進出口貿易。1895年，乙未戰爭爆發，許志湖家族曾短暫遷居泉州避難，1897年選擇回到臺灣繼續經商。日治初期，謙和號為鹿港六大貿易商號之一，其貿易範圍擴及臺北、福州、泉州及廈門等地。

## 外部鏈結
- 套裝行程 - 時空旅行特展 - 中央研究院 （页面存档备份，存于）